# Rachoviscus graciliceps
Rachoviscus graciliceps és una espècie de peix de la família dels caràcids i de l'ordre dels caraciformes.

## Morfologia
- Els mascles poden assolir 4,8 cm de llargària total.[4]

## Hàbitat
Viu en zones de clima tropical entre 22 °C - 25 °C de temperatura.

## Distribució geogràfica
Es troba a Sud-amèrica: conques fluvials costaneres del sud de Bahia (Brasil).